# Christian Wilkins
Christian Wilkins (* 20. Dezember 1995 in Springfield, Massachusetts) ist ein US-amerikanischer American-Football-Spieler auf der Position des Defensive Ends. Aktuell spielt er für die Las Vegas Raiders in der National Football League (NFL). Zuvor stand Wilkins fünf Jahre lang bei den Miami Dolphins unter Vertrag.

## Frühe Jahre
Wilkins wurde als jüngstes von 8 Geschwistern in Springfield, Massachusetts geboren, wo er auch aufwuchs. Später zog er mit seiner Familie nach Framingham. Zunächst besuchte er die Framingham High School in Framingham, Massachusetts, wo er bereits in seinem 1. Jahr Stammspieler in der Footballmannschaft wurde. Er wohnte zu der Zeit teilweise bei seinem Großvater und seinem Stiefvater. Im Januar 2011 wurde Wilkins Großvater bei einer Hausdurchsuchung durch die Polizei versehentlich erschossen, ein Ereignis, das Wilkins sehr prägte. Er verließ die Framingham High School daraufhin nach nur einem Jahr und wechselte auf die Suffield Academy in Suffield, Connecticut, an der er fortan in der Football- und Basketballmannschaft aktiv war. Er kam in der Footballmannschaft sowohl in der Offense als auch in der Defense zum Einsatz. In der Defense konnte er in seinen restlichen drei Highschooljahren, in denen er immer Stammspieler seiner Mannschaft war, 253 Tackles und 28,5 Sacks verzeichnen. Schon in Highschoolzeiten galt er als einer der besten Spieler seines Jahrgang, und eine Vielzahl von Colleges versuchte, ihn für ihre Footballmannschaft zu gewinnen.
Nach seinem Highschoolabschluss entschied sich Wilkins, ein Angebot für ein Stipendium der Clemson University aus Clemson, South Carolina, anzunehmen. Bereits in seinem ersten Jahr an der Schule kam er in der Footballmannschaft regelmäßig zum Einsatz, ab seinem 2. Jahr wurde er Stammspieler. Insgesamt kam er zwischen 2015 und 2018 in 55 Spielen zum Einsatz, bei denen er 192 Tackles und 16 Sacks verzeichnen konnte. Er entwickelte sich zu einem der besten Spieler auf seiner Position und konnte 2017 die Bill Willis Trophy als bester Defensive Lineman im College-Football gewinnen. Daneben wurde er zwischen 2016 und 2018 ins First-Team All-American und 2017 und 2018 ins First-Team All-ACC gewählt. Auch seine akademischen Leistungen waren herausragend, so konnte er in den vier Jahren an der Schule einen Bachelor in Kommunikationswissenschaften und einen Master in Sportlicher Führung machen. Er erhielt 2018 die William V. Campbell Trophy für die beste Kombination aus Erfolgen im Studium, sportlicher Leistung und gemeinnütziger Aktivität. Auch mit seiner Mannschaft war Wilkins sehr erfolgreich. So konnten sie 2016 und 2018 die nationale Collegefootball-Meisterschaft gewinnen. Daneben gewannen sie in allen 4 Jahren die ACC sowie 2015 den Orange Bowl, 2016 den Fiesta Bowl und 2018 den Cotton Bowl.

## NFL
Beim NFL-Draft 2019 wurde Wilkins in der 1. Runde an 13. Stelle von den Miami Dolphins ausgewählt. Bereits in seinem 1. Jahr entwickelte er sich zum Stammspieler für die Dolphins. Sein NFL-Debüt gab er am 1. Spieltag der Saison 2019 bei der 10:59-Niederlage gegen die Baltimore Ravens, bei der er 4 Tackles verzeichnete. Am 7. Spieltag wurde Wilkins bei der 21:31-Niederlage gegen die Buffalo Bills bereits nach etwa 30 gespielten Sekunden vom restlichen Spiel ausgeschlossen, nachdem er in eine Auseinandersetzung mit Cody Ford verwickelt war. Am 9. Spieltag konnte er beim 26:18-Sieg gegen die New York Jets den ersten Sack seiner Karriere an Quarterback Sam Darnold verzeichnen. Am 16. Spieltag konnte er beim 38:35-Sieg gegen die Cincinnati Bengals zu Beginn des Spiels bei einem Trickspielzug einen Touchdownpass von Quarterback Ryan Fitzpatrick fangen, es war sein erster Touchdown in der Liga. In dem Spiel konnte er außerdem noch 3 Tackles und einen Sack an Quarterback Andy Dalton verzeichnen. Wilkins beendete sein Rookie-Jahr mit 56 Tackles, 2 Sacks und einem Touchdown. Auch in den folgenden Jahren blieb er Stammspieler bei den Dolphins. Am 8. Spieltag der Saison 2020 konnte er beim 28:17-Sieg der Dolphins gegen die Los Angeles Rams die erste Interception seiner Karriere von Quarterback Jared Goff fangen. In den darauffolgenden Wochen verpasste er zwei Spiele aufgrund einer Erkrankung an COVID-19. Am 3. Spieltag der Saison 2021 konnte Wilkins bei der 28:31-Niederlage gegen die Las Vegas Raiders 7 Tackles verzeichnen, zu diesem Zeitpunkt sein neuer Karrierebestwert. Außerdem gelang ihm ein Sack an Quarterback Derek Carr. Direkt am 4. Spieltag konnte er bei der 17:27-Niederlage gegen die Indianapolis Colts erneut sieben Tackles verzeichnen. Bei der 20:23-Niederlage gegen die Jacksonville Jaguars konnte er am 9. Spieltag schließlich seinen ersten Fumble in der NFL von Trevor Lawrence erzwingen. Am 15. Spieltag gelang ihm beim 31:24-Sieg gegen die New York Jets erneut ein Touchdown, diesmal konnte er zu Beginn des vierten Quarters einen Pass von Quarterback Tua Tagovailoa aus einem Yard Entfernung fangen. In den folgenden zwei Saisonspielen konnte Wilkins seinen Karrierebestwert an Tackles weiter ausbauen: Zunächst konnte er beim 20:3-Sieg gegen die New Orleans Saints 8 Tackles verzeichnen, und schließlich gelangen ihm bei der 3:34-Niederlage gegen die Tennessee Titans am 17. Spieltag sogar 10 Tackles, was bis 2022 seine Karrierehöchstleistung war. Insgesamt war die Saison 2021 die statistisch beste der ersten Saisons von Wilkins.
In der Saison 2022 blieb er wichtiger Stammspieler in der Defensive Line der Dolphins. Am 13. Spieltag konnte er bei der 17:33-Niederlage gegen die San Francisco 49ers insgesamt 12 Tackles verzeichnen, und somit seinen Karrierebestwert an Tackles pro Spiel aus der Vorsaison ausbauen. Bei der 29:32-Niederlage gegen die Buffalo Bills am 15. Spieltag konnte er sowohl ein Fumble von Josh Allen aufnehmen als auch selbst einen Fumble von ihm erzwingen. Da die Dolphins in der Saison 9 Spiele gewannen und nur 8 verloren, konnten sie sich erstmals in Wilkins Karriere für die Playoffs qualifizieren. Dort trafen sie in der Wildcard-Runde erneut auf die Buffalo Bills. Wilkins konnte in der Partie einen Sack an Quarterback Josh Allen verzeichnen, dennoch schieden die Dolphins mit 31:34 aus den Playoffs aus. In der Saison 2023 behielt er seine wichtige Position als Stammspieler. Am 6. Spieltag gelang ihm beim 42:21-Sieg gegen die Carolina Panthers erstmals zwei Sacks in einem Spiel, beide an deren Quarterback Bryce Young. Am 12. Spieltag konnte er beim 34:13-Sieg gegen die New York Jets erneut zwei Sacks verzeichnen, diesmal beide an Tim Boyle. Mit insgesamt 9 Sacks konnte er in der Regular Season 2023 die drittmeisten in seinem Team hinter Bradley Chubb und Zach Sieler verzeichnen. Wie schon im Vorjahr konnten sie die Dolphins aus 2023 für die Playoffs qualifizieren. Dort schieden sie jedoch erneut in der Wildcard-Runde mit 7:26 gegen den späteren Super-Bowl-Sieger Kansas City Chiefs aus.
Am 14. März 2024 unterschrieb Wilkins einen Vierjahresvertrag im Wert von 110 Millionen US-Dollar bei den Las Vegas Raiders.

## Karrierestatistiken
| Legende | Legende            |
| ------- | ------------------ |
| Fett    | Karrierehöchstwert |

### Regular Season
| Saison                             | Team             | Spiele | Spiele  | Tackles | Tackles | Tackles | Tackles | Interceptions | Interceptions | Interceptions | Interceptions | Interceptions | Interceptions | Fumbles | Fumbles | Fumbles | Fumbles | TD ges |
| Saison                             | Team             | Gesamt | Starter | Gesamt  | Solo    | Assist  | Sack    | PD            | Int           | Yards         | Avg           | Lang          | TD            | FF      | FR      | Yards   | TD      | TD ges |
| ---------------------------------- | ---------------- | ------ | ------- | ------- | ------- | ------- | ------- | ------------- | ------------- | ------------- | ------------- | ------------- | ------------- | ------- | ------- | ------- | ------- | ------ |
| 2019                               | Dolphins         | 16     | 14      | 56      | 30      | 26      | 2,0     | 2             | 0             | 0             | 0,0           | 0             | 0             | 0       | 1       | 0       | 0       | 1      |
| 2020                               | Dolphins         | 14     | 12      | 47      | 28      | 19      | 1,5     | 5             | 1             | 8             | 8,0           | 8             | 0             | 0       | 1       | 0       | 0       | 0      |
| 2021                               | Dolphins         | 17     | 17      | 89      | 49      | 40      | 4,5     | 4             | 0             | 0             | 0,0           | 0             | 0             | 1       | 1       | 9       | 0       | 1      |
| 2022                               | Dolphins         | 17     | 17      | 98      | 59      | 39      | 3,5     | 6             | 0             | 0             | 0,0           | 0             | 0             | 2       | 1       | 2       | 0       | 0      |
| 2023                               | Dolphins         | 17     | 17      | 65      | 38      | 27      | 9,0     | 2             | 0             | 0             | 0,0           | 0             | 0             | 1       | 2       | 0       | 0       | 0      |
| 2024                               | Raiders          | 5      | 5       | 17      | 11      | 6       | 2,0     | 0             | 0             | 0             | 0,0           | 0             | 0             | 0       | 0       | 0       | 0       | 0      |
| Gesamte Karriere                   | Gesamte Karriere | 86     | 82      | 372     | 215     | 156     | 22,5    | 19            | 1             | 8             | 8,0           | 8             | 0             | 4       | 6       | 11      | 0       | 2      |
| Quelle: pro-football-reference.com |                  |        |         |         |         |         |         |               |               |               |               |               |               |         |         |         |         |        |

### Postseason
| Saison                             | Team             | Spiele | Spiele  | Tackles | Tackles | Tackles | Tackles | Tackles | Interceptions | Interceptions | Interceptions | Interceptions | Interceptions | Interceptions | Fumbles | Fumbles | Fumbles | Fumbles | TD ges |
| Saison                             | Team             | Gesamt | Starter | Gesamt  | Solo    | Assist  | Sack    | Safety  | PD            | Int           | Yards         | Avg           | Lang          | TD            | FF      | FR      | Yards   | TD      | TD ges |
| ---------------------------------- | ---------------- | ------ | ------- | ------- | ------- | ------- | ------- | ------- | ------------- | ------------- | ------------- | ------------- | ------------- | ------------- | ------- | ------- | ------- | ------- | ------ |
| 2022                               | Dolphins         | 1      | 1       | 4       | 2       | 2       | 1,0     | 0       | 0             | 0             | 0             | 0,0           | 0             | 0             | 0       | 0       | 0       | 0       | 0      |
| 2023                               | Dolphins         | 1      | 1       | 3       | 0       | 3       | 0,0     | 0       | 0             | 0             | 0             | 0,0           | 0             | 0             | 0       | 0       | 0       | 0       | 0      |
| Gesamte Karriere                   | Gesamte Karriere | 2      | 2       | 7       | 2       | 5       | 1,0     | 0       | 0             | 0             | 0             | 0,0           | 0             | 0             | 0       | 0       | 0       | 0       | 0      |
| Quelle: pro-football-reference.com |                  |        |         |         |         |         |         |         |               |               |               |               |               |               |         |         |         |         |        |